# TDC (entreprise)
Pour les articles homonymes, voir TDC.
TDC (Tele Danmark Communications) est la plus grande entreprise de télécommunications du Danemark. 

## Histoire
Jusqu'en 2000, l'entreprise s'appelait Télé Danmark. 
En 2010, TDC revend l'opérateur téléphonique suisse Sunrise à CVC Capital Partners.
En septembre 2014, TDC acquiert le cablo-opérateur norvégien Get pour l'équivalent de 2,2 milliards de dollars.
En février 2018, TDC annonce l'acquisition de Modern Times Group, un groupe de média suédois, pour 2,5 milliards de dollars, avant d'abandonner l'opération.
En juillet 2018, Telia annonce l'acquisition des activités de norvégiennes de TDC pour 2,6 milliards de dollars.